# My Heart Will Go On
«My Heart Will Go On» (с англ. — «Моё сердце будет биться дальше») — песня канадской певицы Селин Дион, главная тема к фильму Джеймса Кэмерона «Титаник». Автор музыки — Джеймс Хорнер, слова написал Уилл Дженнингс, продюсером стал Уолтер Афанасьефф. Композиция была выпущена на альбоме Дион Let's Talk About Love в 1997 году, она возглавила чарты по всему миру, включая США, Великобританию и Австралию.
Выход сингла состоялся в Австралии с Германией 8 декабря 1997 года и в январе и феврале 1998 года в остальном мире, композиция стала одной из самых популярных за всю историю музыки и самой продаваемой в мире песней 1998 года.
«My Heart Will Go On» считается визитной карточкой Дион. С мировыми продажами, которые оценивают в более чем 18 миллионов копий, это второй самый продаваемый сингл на физическом носителе в истории музыки и один из самых продаваемых треков всех времен. Он также был самым продаваемым синглом в мире за 1998 год. Композиция также была включена в список «Песни века» Американской ассоциацией звукозаписывающей индустрии и Национальным фондом искусств.
21 мая 2017 года на церемонии вручения премии Billboard Music Awards в честь 20-летия фильма «Титаник» Дион исполнила песню вживую.

## История
«My Heart Will Go On» считается самым большим хитом Селин Дион и одним из самых продаваемых в истории, а также занял 14-место в списке наиболее популярных песен, исполненных в кино. Песня достигла первого места в чартах многих стран мира, включая United World Chart. Также песня получила премию «Оскар» как лучшая песня (англ. Best Original Song) в 1997 году. На церемонии вручения «Грэмми» 1999 года композиция взяла награды в категориях Запись года, Песня года, Лучший женский поп-вокал и Лучшая песня для фильма. В 1998 году «My Heart Will Go On» получила «Золотой глобус» и множество других наград.
Сама Селин Дион вспоминает, что в апреле 1997 в Лас-Вегасе к ним обратился композитор Джеймс Хорнер и предложил Рене (муж и продюсер Дион) один проект. «„Я пишу музыку для одного кино и хочу предложить Селин исполнить одну песню“, — сказал он, и мы втроем пошли в номер отеля „Цезарь“, где Хорнер решил показать нам готовящуюся песню. Он начал её играть и … петь! А я, — вспоминает Селин, — всячески давала понять Рене, что мне эта песня очень не нравится. Я смотрела в упор на мужа и делала знаки, что хочу уйти, и что мне не нравится эта песня. Мне действительно она очень не понравилась, и я не хотела её записывать, так это скверно прозвучало для меня в исполнении Хорнера на фортепиано. Рене же всячески не хотел замечать моего недовольства», — позже вспоминала Селин.
"Плюс к этому у меня уже было несколько песен в кино и мы хотели взять небольшой перерыв, ну или найти какой-нибудь другой проект позже. Тем более, нам было известно, что режиссёр фильма «Титаник» Джеймс Кэмерон (James Cameron) не хотел в своём фильме никаких песен. В итоге Рене сказал композитору: «В течение следующего месяца мы будем в Нью-Йорке, на студии Hit Factory, где Селин записывает свой новый альбом „Let’s talk about love“, и она могла бы попробовать сделать свою версию этой песни. А её можно было уже показать режиссёру, тем более, что это будет лучший способ убедить его». И уже через месяц Джеймс Хорнер приехал на студию с инструментальной версией песни «My Heart Will Go On».
«Джеймс не просто привез музыку, он помогал мне в работе», — вспоминает певица, — «Так, он рассказал мне, со многими деталями, эпизоды будущего фильма, например о крушении лайнера, о сцене с парой пожилых людей, которые обнялись на кровати и видели, как вода входила в их каюту из-под двери, но они решили лечь спать и уснуть вместе навсегда, … или мать, которая поет колыбельные своим детям, зная, что они погибнут…». «Я просто представила все это… Вообще, в тот день я была не в самой хорошей вокальной форме, так, например, я не пью кофе во время записи, но тогда я выпила несколько чашек кофе с сахаром. Когда я пела, на записи присутствовал весь состав Сони группы, Tommy Mottola, John Doelp, Vito Luprano… Никто не догадывался, что мы творим такой шедевр».
«Забавно, что запись делалась как демонстрационная, и интересно отметить, что именно она вошла в фильм. Я не делала других дублей и в фильм вошла именно эта версия трека»,— вспоминает Селин.
Клип на песню вышел в конце 1997 года, режиссёром стал Билли Вудрофф. Позже он был включен в DVD издание All the Way… A Decade of Song & Video.
Помимо Let’s Talk About Love и саундтрека к Титанику в двух разных версиях, «My Heart Will Go On» появляется на других альбомах, включая Au cœur du stade, All the Way… A Decade of Song, A New Day... Live in Las Vegas, Complete Best и My Love: Essential Collection.

## Всемирный успех
«My Heart Will Go On» — крупнейший хит Селин Дион, а также один из самых продаваемых синглов в истории музыки. В США он дебютировал на первом месте в Billboard Hot 100 и оставался на первом месте две недели. Также он провел 10 недель на первом месте в Billboard Hot 100 Airplay и 2 недели в чарте Hot 100 Singles Sales. Примечательно, что было выпущено ограниченное количество копий сингла — 690,000, проданные в первые недели. Он получил золотой статус. Также песня поднялась на первую строчку некоторых других хит-парадов Америки: Hot Adult Contemporary Tracks (for 10 weeks), Top 40 Mainstream (10 weeks), Hot Latin Pop Airplay (4 weeks) and Hot Latin Tracks (1 week). «My Heart Will Go On» стала первой англоязычной песней, которая возглавила Hot Latin Tracks chart, а Дион получила награду Латиноамериканского Билборда за это достижение.
«My Heart Will Go On» стала песней номер 1 по всему миру, проведя на вершине чартов многие недели, включая: 17 недель в Европейском чарте 100 горячих синглов, 15 недель в Швейцарии, 13 недель во Франции и Германии, 11 недель в Нидерландах и Швеции, 10 недель в Бельгийской Валлонии, Дании, Италии Норвегии, 7 недель в Бельгийской Фландрии, 6 недель в Ирландии, 4 недели в Австралии и Австрии, 2 недели в Испании и Великобритании, и 1 неделю в Финляндии.
В Германии сингл разошёлся тиражом 2 миллиона экземпляров и получил четырежды платиновый статус, став на сегодняшний день 87-м в списке самых продаваемых в истории этой страны. Продажи в других странах составили 1,315,000 в Великобритании и 1,200,000 во Франции, став дважды платиновым и бриллиантовым соответственно. Также сингл получил трижды платиновый статус в Бельгии за 150,000 копий, дважды платиновый в Австралии и 140,000 копий, Нидерландах (150,000), Норвегии (40,000), Швеции (40,000), Швейцарии (100,000), платиновый в Греции(40,000) и золотой в Австрии (25,000). «My Heart Will Go On» дважды выпускался в Японии. Стандартный выпуск вышел в январе 1998 и был продан тиражом 210,000 копий (дважды-платиновый статус). Издание с ремиксами вышло в июне того же года и было продано в количестве 115,000 экземпляров (золотой статус).

## Критика
Старший редактор AllMusic ― Стивен Томас Эрлевайн написал, что песня «сияет наиболее ярко», и отметил её как выдающийся трек с альбома Let's Talk About Love. Другой рецензент AllMusic, редактор сингла Хизер Фарес, которая оценила сингл на 4 звезды из 5. Ларри Флик из Billboard назвал её «величественной балладой», отметив, что «песня наполнена романтической лирикой и меланхоличной мелодией, дополненной соло плачущей флейты». Он добавил: Нельзя отрицать, что Дион может брать ноты, которые могут разбить стекло. На сайте Yahoo редактор описал её как эмоциональную мощную балладу, которая идеально отражает романтическую тоску «Титаника». Издание Vulture написало, что это мощная песня и её наследие затмевает только, по общему признанию, намного превосходящая песня Уитни Хьюстон «I Will Always Love You».
Песня также получила и негативный отзывы. В 2011 году читатели журнала Rolling Stone оценили её как седьмую худшую песню 1990-х годов. Издание The Atlantic объяснило снижение популярности песни её чрезмерной экспозицией и добавило, что на протяжении многих лет было придумано слишком много шуток, которые пародируют текст песни. Издание Vulture написало, что стало модно не любить песню, потому что она заключает в себе почти все, что когда-то восторженные кинозрители теперь не любят в «Титанике»: она устаревшая и чрезмерно драматичная. Журнал Maxim счел песню вторым по трагичности событием, когда-либо произошедшим с легендарным океанским лайнером.

## Клип
Видео было снято режиссёром Биллом Вудраффом. В нём Дион поет, стоя на носу корабля, так же показаны сцены из фильма «Титаник». Съемки прошли в Лос-Анджелесе. В январе 2018 года режиссёрская версия музыкального клипа появилась на YouTube. Она содержит кадры Селин, включая то, как она идет к носу, и фрагмент, который помещает её прямо в фильм.

## Формат выпуска
| Европейский CD сингл 1. «My Heart Will Go On» — 4:40 2. «Because You Loved Me» — 4:33 Европейский CD сингл № 2 1. «My Heart Will Go On» — 4:40 2. «My Heart Will Go On» (Tony Moran mix) — 4:21 Французский CD сингл 1. «The Reason» — 5:01 2. «My Heart Will Go On» — 4:40 Французский СD сингл № 2 1. «My Heart Will Go On» — 4:40 2. «Southampton» — 4:02 Японский CD сингл 1. «My Heart Will Go On» — 4:40 2. «Beauty and the Beast» — 4:04 Кассетный сингл, Великобритания 1. «My Heart Will Go On» — 4:40 2. «I Love You» — 5:30 США CD сингл 1. «My Heart Will Go On» — 4:40 2. «Rose» (instrumental) — 2:52 Австралия/Бразилия/Европа/Великобритания CD макси-сингл 1. «My Heart Will Go On» — 4:40 2. «Because You Loved Me» — 4:33 3. «When I Fall in Love» — 4:19 4. «Beauty and the Beast» — 4:04 | Австралия, CD макси-сингл № 2 1. «My Heart Will Go On» (Tony Moran mix) — 4:21 2. «My Heart Will Go On» (Richie Jones mix) — 4:15 3. «My Heart Will Go On» (Soul Solution) — 4:18 4. «Misled» (The Serious mix) — 4:59 5. «Love Can Move Mountains» (Underground vocal mix) — 7:10 Бразилия CD макси-сингл № 2 1. «My Heart Will Go On» (Cuca’s radio edit) — 4:22 2. «My Heart Will Go On» (Tony Moran’s anthem edit) — 4:21 3. «My Heart Will Go On» (Richie Jones unsinkable edit) — 4:15 4. «My Heart Will Go On» (Tony Moran’s anthem vocal) — 9:41 Европа CD макси-сингл № 2 / Великобритания 12" сингл 1. «My Heart Will Go On» — 4:40 2. «My Heart Will Go On» (Tony Moran mix) — 4:21 3. «My Heart Will Go On» (Richie Jones mix) — 4:15 4. «My Heart Will Go On» (Soul Solution) — 4:18 Япония CD макси-сингл 1. «My Heart Will Go On» (Tony Moran mix) — 4:21 2. «My Heart Will Go On» (Richie Jones mix) — 4:15 3. «My Heart Will Go On» (Soul Solution) — 4:18 4. «My Heart Will Go On» (Richie Jones unsinkable club mix) — 10:04 5. «My Heart Will Go On» (Matt & Vito’s unsinkable epic mix) — 9:53 Великобритания, CD макси-сингл № 2 1. «My Heart Will Go On» (soundtrack version) — 5:11 2. «Have a Heart» — 4:12 3. «Nothing Broken But My Heart» — 5:55 4. «Where Does My Heart Beat Now» — 4:32 |

## Официальные версии
1. «My Heart Will Go On» (альбомная версия) — 4:40
2. «My Heart Will Go On» (саундтрек версия) — 5:11
3. «My Heart Will Go On» (movie dialogue) — 4:41
4. «My Heart Will Go On» (alternate orchestra version) — 5:51
5. «My Heart Will Go On» (TV track) — 3:12
6. «My Heart Will Go On» (no lead vox) — 4:41
7. «My Heart Will Go On» (Richie Jones mix) — 4:15
8. «My Heart Will Go On» (Richie Jones love go on mix) — 4:58
9. «My Heart Will Go On» (Richie Jones go on beats) — 5:10
10. «My Heart Will Go On» (Riche Jones unsinkable club mix) — 10:04
11. «My Heart Will Go On» (Tony Moran mix) — 4:21
12. «My Heart Will Go On» (Tony Moran’s anthem vocal) — 9:41
13. «My Heart Will Go On» (Soul Solution bonus beats) — 3:31
14. «My Heart Will Go On» (Soul Solution) — 4:18
15. «My Heart Will Go On» (Soul Solution percapella) — 4:16
16. «My Heart Will Go On» (Soul Solution drama at the sea) — 8:54
17. «My Heart Will Go On» (Matt & Vito’s penny whistle dub) — 3:23
18. «My Heart Will Go On» (Matt & Vito’s unsinkable epic mix) — 9:53
19. «My Heart Will Go On» (Cuca’s radio edit) — 4:22

## Чарты
| Чарт (1997—1998)                                 | Высшая позиция |
| ------------------------------------------------ | -------------- |
| Австралия (ARIA)                                 | 1              |
| Австрия (Ö3 Austria Top 40)                      | 1              |
| Бельгия/Фландрия (Ultratop 50)                   | 1              |
| Бельгия/Валлония (Ultratop 50)                   | 1              |
| Канада (RPM Top Singles)                         | 1              |
| Канада (RPM Adult Contemporary)                  | 1              |
| Canada (BDS Airplay Chart)                       | 1              |
| Costa Rica (El Siglo de Torreón)                 | 1              |
| Denmark (Tracklisten)                            | 1              |
| Europe (European Hot 100 Singles)                | 1              |
| Финляндия (Suomen virallinen lista)              | 1              |
| Франция (SNEP)                                   | 1              |
| Германия (GfK)                                   | 1              |
| Greece (IFPI)                                    | 1              |
| Guatemala (El Siglo de Torreón)                  | 1              |
| Hungary (Single Top 40)                          | 1              |
| Hungary (Rádiós Top 40)                          | 1              |
| Iceland (Íslenski Listinn Topp 40)               | 1              |
| Ирландия (IRMA)                                  | 1              |
| Italy (FIMI)                                     | 1              |
| Japan (Oricon Singles Chart) 2-track single      | 34             |
| Japan (Oricon Singles Chart) 5-track Dance Mixes | 49             |
| Нидерланды (Dutch Top 40)                        | 1              |
| Нидерланды (Single Top 100)                      | 1              |
| Новая Зеландия (Recorded Music NZ)               | 34             |
| Норвегия (VG-lista)                              | 1              |
| Peru (El Siglo de Torreón)                       | 1              |
| Poland (Music & Media)                           | 4              |
| Puerto Rico (El Siglo de Torreón)                | 3              |
| Quebec (ADISQ)                                   | 1              |
| Шотландия (OCC Scotland)                         | 1              |
| Spain (PROMUSICAE)                               | 1              |
| Швеция (Sverigetopplistan)                       | 1              |
| Швейцария (Schweizer Hitparade)                  | 1              |
| Taiwan (IFPI)                                    | 1              |
| Великобритания (OCC UK Singles)                  | 1              |
| США (Billboard Hot 100)                          | 1              |
| США (Billboard Adult Contemporary)               | 1              |
| США (Billboard Adult Pop Airplay)                | 3              |
| США (Billboard Hot Latin Songs)                  | 1              |
| США (Billboard Pop Airplay)                      | 1              |
| США (Billboard Rhythmic)                         | 3              |

| Чарт(1998)                            | Позиция |
| ------------------------------------- | ------- |
| Australia (ARIA)                      | 14      |
| Austria (Ö3 Austria Top 40)           | 2       |
| Belgium (Ultratop 50 Flanders)        | 1       |
| Belgium (Ultratop 50 Wallonia)        | 2       |
| Canada Top Singles (RPM)              | 3       |
| Canada Adult Contemporary (RPM)       | 1       |
| Europe (European Hot 100 Singles)     | 1       |
| France (SNEP)                         | 3       |
| Germany (Official German Charts)      | 1       |
| Iceland (Íslenski Listinn Topp 40)    | 2       |
| Netherlands (Dutch Top 40)            | 1       |
| Netherlands (Single Top 100)          | 1       |
| Norway Spring Period (VG-lista)       | 1       |
| Spain (PROMUSICAE)                    | 7       |
| Sweden (Sverigetopplistan)            | 1       |
| Switzerland (Schweizer Hitparade)     | 1       |
| UK Singles (Official Charts Company)  | 2       |
| US Billboard Hot 100                  | 13      |
| US Adult Contemporary (Billboard)     | 5       |
| US Adult Top 40 (Billboard)           | 26      |
| US Hot Latin Songs (Billboard)        | 12      |
| US Hot Soundtrack Singles (Billboard) | 1       |
| US Mainstream Top 40 (Billboard)      | 10      |
| US Rhythmic (Billboard)               | 18      |

| Чарт(1990–1999)                         | Позиция |
| --------------------------------------- | ------- |
| Austria (Ö3 Austria Top 40)             | 18      |
| Canada (Canadian Artists Digital Songs) | 3       |
| UK Singles (OCC)                        | 11      |

| Чарт                           | Позиция |
| ------------------------------ | ------- |
| Belgium (Ultratop 50 Flanders) | 95      |
| Ireland (IRMA)                 | 13      |
| UK Singles (OCC)               | 32      |

## Сертификации
| Регион | Сертификация  | Продажи    |
| --- | ------------- | ---------- |
| Австралия (ARIA) | 2× Платиновый | 140 000^   |
| Австрия (IFPI Austria) | Золотой       | 25 000*    |
| Бельгия (BEA) | 3× Платиновый | 150 000*   |
| Дания (IFPI Danmark) | Платиновый    | 90 000     |
| Франция (SNEP) | Бриллиантовый | 750 000*   |
| Германия (BVMI) | 4× Платиновый | 2 000 000^ |
| Италия (FIMI) | Золотой       | 25 000*    |
| Япония (RIAJ) · Single version | 2× Платиновый | 200 000^   |
| Япония (RIAJ) · Dance mixes | Золотой       | 100 000^   |
| Япония (RIAJ) · Ringtone | Платиновый    | 250 000*   |
| Мексика (AMPROFON) | Золотой       | 30 000*    |
| Нидерланды (NVPI) | 2× Платиновый | 150 000^   |
| Норвегия (IFPI Norway) | 2× Платиновый |            |
| Швеция (GLF) | 2× Платиновый | 60 000^    |
| Швейцария (IFPI Switzerland) | 2× Платиновый | 100 000^   |
| Великобритания (BPI) | 3× Платиновый | 2,100,000  |
| США (RIAA) | Золотой       | 2,358,000  |
| * Данные о продажах приведены только на основе сертификации. · ^ Данные о тиражах приведены только на основе сертификации. · Данные о продажах + прослушиваниях приведены только на основе сертификации. |               |            |